# Đàm Duy Duy
Đàm Duy Duy (tên tiếng Trung: 谭维维, bính âm: tán wéi wéi, tên tiếng Anh: Sitar Tan, sinh ngày 08 tháng 10 năm 1981) là nữ ca sĩ, nhạc sĩ, diễn viên người Trung Quốc đại lục. Cô hiện đang hoạt động nghệ thuật với vai trò thành viên của Dàn nhạc Dân tộc Trung ương, Diễn viên cấp I Quốc gia. 
Sở trường của Đàm Duy Duy là dòng nhạc dân ca truyền thống, rock, dân ca đương đại và một số thể loại khác. Trước khi gia nhập giới giải trí, cô hoạt động với vai trò một ca sĩ hát dân ca. Sau này khi chuyển hướng sang thị trường, cô theo đuổi dòng nhạc heavy rock và được đông đảo công chúng biết đến với những tác phẩm âm nhạc dân gian kết hợp đương đại.
Các tác phẩm tiêu biểu: Đĩa disco phong cách Tây Tạng "Bão táp Tanglha" (1999) và "Thiên đường rhapsody" (2005), nhạc kịch "Kim Sa" (2005), nhạc kịch "Điệp" (2007), "Nếu như có kiếp sau" và album "Đàm WW" (2009), "Cho thế giới chút sắc màu" (2015) và "Hoa Âm Lão khang hô một tiếng" (2016), "Không quên sơ tâm" (2016), "Duyên phận tựa cây cầu" (2016), "Sắc Lặc ca" (2019), "Tiểu Quyên" và album "3811" (2020), "Mặc kệ đau" (2022), nhạc kịch "Nở rộ" (2022)... 

## Tiểu sử và sự nghiệp
Đàm Duy Duy sinh ra tại Tự Cống, Tứ Xuyên, là con gái duy nhất trong gia đình.
Năm 1997, Đàm Duy Duy giành Huy chương Vàng trong Liên hoan Nghệ thuật Học sinh Tiểu học và Trung học tỉnh Tứ Xuyên.
Năm 1998, Đàm Duy Duy thi vào khoa Thanh nhạc của Học viện Âm nhạc Tứ Xuyên với thành tích chỉ xếp thứ hai từ dưới lên. Cô được giảng viên Lanka Dolma nhận dạy, theo học lối hát dân tộc và bel canto. Trong thời gian học tập tại Nhạc viện Tứ Xuyên, được sự cho phép và ủng hộ của ân sư, cô bắt đầu sự nghiệp ca hát tại các quán bar ở Thành Đô và bắt đầu bén duyên với sân khấu bằng vai nữ chính trong vở nhạc kịch "Tổ hợp tương lai".
Năm 1999, cô được tỉnh Tứ Xuyên vinh danh trong danh sách "Mười ca sĩ hàng đầu".
Năm 2000, Đàm Duy Duy gia nhập Đoàn Nghệ thuật Chiến Kỳ thuộc Quân khu Thành Đô và nhanh chóng trở thành trụ cột của đoàn. Cùng năm, cô tham dự Giải thưởng Ca sĩ Truyền hình 5 tỉnh thành và đoạt Huy chương Vàng.
Năm 2001, Đàm Duy Duy tham dự Liên hoan Âm nhạc Quốc tế tại Tokyo, Nhật Bản.
Năm 2002, Đàm Duy Duy tốt nghiệp Học viện Âm nhạc Tứ Xuyên với thành tích thủ khoa. Cùng năm, cô đại diện cho Đoàn Ca kịch thuộc Tổng cục Chính trị Quân Giải phóng Nhân dân Trung Quốc tham gia Giải thưởng Ca sĩ trẻ Truyền hình Toàn quốc (CCTV) và giành hạng 7, được trao giải thưởng Ca sĩ Ưu tú. Cũng trong năm này, cô tham gia diễn xuất trong bộ phim truyền hình đầu tiên "Bảo vệ tình yêu".
Năm 2003, Đàm Duy Duy tham gia diễn xuất trong bộ phim truyền hình "Nhịp tim". Cùng năm, cô giành giải Nghệ sĩ mới xuất sắc tại Giải thưởng Album vàng Trung Quốc.
Ngày 08 tháng 04 năm 2005, với vai trò nữ chính, Đàm Duy Duy tham gia biểu diễn trong suất diễn đầu tiên của vở nhạc kịch "Kim Sa" tại Poly Theatre (Bắc Kinh). Cùng năm, cô ra mắt album đầu tay "Trái tim cao nguyên" và nhận được Giải thưởng Âm nhạc Thế giới trong Triển lãm album tại Pháp. Cuối năm 2005, cô đại diện cho Trung Quốc tham gia biểu diễn trong buổi Hòa nhạc mừng năm mới được tổ chức tại Hội trường Vàng của Cung hòa nhạc Musikverein.
Năm 2006, Đàm Duy Duy một lần nữa đại diện cho Đoàn Ca kịch thuộc Tổng cục Chính trị Quân Giải phóng Nhân dân Trung Quốc tham gia Giải thưởng Ca sĩ trẻ Truyền hình Toàn quốc (CCTV). Tuy nhiên, cô đã rút lui giữa chừng để tham gia cuộc thi tuyển chọn "Super Girl" của Đài Truyền hình Hồ Nam và giành ngôi Á quân toàn quốc, chính thức bước chân vào làng giải trí. Sau cuộc thi, cô phát hành đĩa đơn đầu tiên, "Nếu như em chưa từng yêu".
Năm 2007, Đàm Duy Duy phát hành album thứ hai mang tên "Nhĩ giới" (nghĩa là "Thế giới giữa đôi tai"). Cùng năm, cô bắt đầu tham gia vở nhạc kịch "Điệp" từ vai nữ thứ Lãng Hoa rồi được chuyển lên diễn nữ chính Chúc Anh Đài.
Năm 2009, Đàm Duy Duy phát hành album thứ ba "Truyền thuyết". Cùng năm, cô nhận giải Tác phẩm Nhạc phim xuất sắc nhất tại Giải thưởng Điện ảnh Kim Mã 2009 với ca khúc "Gặp gỡ".
Năm 2010, Đàm Duy Duy ra mắt album thứ tư "Đàm WW". Cùng năm, cô được mời làm giảng viên tại Học viện Âm nhạc Tứ Xuyên.
Năm 2011, Đàm Duy Duy phát hành album phòng thu thứ năm "3".
Năm 2012, Đàm Duy Duy tham gia bộ phim điện ảnh "Khu vườn bí mật" (chuyển thể từ phim truyền hình cùng tên của Hàn Quốc).
Năm 2013, Đàm Duy Duy tham gia chương trình "Tôi là Ca sĩ" với vai trò khách mời trợ diễn cho Châu Hiểu Âu tại vòng Chung kết. Cùng năm, cô ra mắt album phòng thu thứ sáu "Chú rùa Achilles".
Năm 2014, Đàm Duy Duy tham gia "Tôi là Ca sĩ 2" với vai trò khách mời trợ diễn cho Tào Cách tại vòng Chung kết.
Năm 2015, Đàm Duy Duy tham gia "Tôi là Ca sĩ 3" từ tập 6 với vai trò ca sĩ hoán vị. Cùng năm, cô tham gia "Hòa âm đẹp nhất 3" với vai trò huấn luyện viên, đạt top 7 trong chương trình "Ca vương Mặt nạ" và Á quân trong chương trình "Ngôi sao Trung Quốc".
Năm 2016, Đàm Duy Duy lần đầu tiên đứng trên sân khấu Xuân vãn của CCTV, trình diễn nhạc phẩm "Hoa Âm Lão khang hô một tiếng" ("Lão khang" là một điệu hát hí kịch được hình thành tại vùng Hoa Âm, Thiểm Tây, có lịch sử hơn 2000 năm). Cùng năm, cô tham gia "Tôi là Ca sĩ 4" với vai trò khách mời trình diễn bài hát "Vũ khúc thanh xuân", phát hành album thứ bảy "Quan chiếu" (nghĩa là "quan sát bằng trí tuệ") và kết hợp cùng Vương Lực Hoành trong ca khúc nhạc phim "Trường thành" mang tên "Duyên phận tựa cây cầu".
Năm 2017, Đàm Duy Duy cùng Hàn Lỗi biểu diễn ca khúc "Không quên sơ tâm" trên sân khấu Xuân vãn của CCTV. Cùng năm, cô tham gia chương trình "Band nhạc Trung Quốc" với vai trò DJ, người giới thiệu band nhạc và main vocalist.
Năm 2018, Đàm Duy Duy cùng Tôn Nam biểu diễn ca khúc "Khởi đầu mới của hạnh phúc" trên sân khấu Xuân vãn của CCTV. Cùng năm, cô tham gia "Ca sĩ 2018" với vai trò khách mời trợ diễn cho Uông Phong tại vòng Chung kết, "Khóa giới Ca vương 3" với vai trò giám khảo và "Sound of My Dream 3" với vai trò huấn luyện viên.
Năm 2019, Đàm Duy Duy tham gia "Ca sĩ 2019" với vai trò khách mời trợ diễn cho Lưu Hoan tại vòng Chung kết.
Năm 2020, cùng Hàn Tuyết biểu diễn ca khúc "Dòng sông sinh mệnh" trên sân khấu Xuân vãn của CCTV. Cùng năm, cô phát hành album phòng thu thứ tám "3811".
Năm 2021, Đàm Duy Duy lọt vào danh sách đề cử giải Nữ ca sĩ Hoa ngữ xuất sắc nhất của Giải thưởng Kim khúc Đài Loan lần thứ 32 cho album "3811".
Năm 2022, Đàm Duy Duy cùng Tôn Nam biểu diễn ca khúc "Tiếng chuông của mùa xuân" trên sân khấu Xuân vãn của CCTV. Cùng năm, cô tham gia chương trình "Xuân về hoa sẽ nở" với vai trò giám khảo và debut ở vị trí thứ 4 kiêm X-Leader trong chương trình "Đạp gió rẽ sóng 3".
Năm 2023, Đàm Duy Duy trình diễn ca khúc "Muôn chim về tổ" trên sân khấu Xuân vãn của CCTV. Cùng năm, cô tham gia "Tiếng ca còn mãi - Gia niên hoa" của MGTV.
Năm 2024, Đàm Duy Duy tham gia "Ca sĩ 2024" từ tập 8 với vai trò ca sĩ bổ sung.
Năm 2023, Đàm Duy Duy trình diễn ca khúc "Sôi trào điệu múa Anh Ca" trên sân khấu Xuân vãn của CCTV.

## Đời tư[7]
Đầu năm 2015, Đàm Duy Duy và nam diễn viên người Đài Loan Trần Diệc Phi công khai quan hệ yêu đương. Cô tiết lộ hai người quen nhau vào năm 2012 qua sự giới thiệu của Lệ Na - một người bạn cùng tham gia "Super Girl" với cô năm 2006.
Ngày 01 tháng 09 năm 2016, Trần Diệc Phi thành công cầu hôn Đàm Duy Duy trên đỉnh núi Kailash.

## Danh sách âm nhạc

### Album
| Tên album                  | Tên album                  | Tên tiếng Trung | Thời gian phát hành | Danh sách ca khúc | Ghi chú |
| -------------------------- | -------------------------- | --------------- | ------------------- | --- | ------- |
| Trái tim cao nguyên        | Trái tim cao nguyên        | 高原之心        | 23/11/2005          | Danh sách ca khúc 1. Trái tim cao nguyên 2. Tình ca Khang Định 3. Truyền thuyết Thần Ưng 4. Bước vào Tây Tạng 5. Avazgul (tiếng Tân Cương, chỉ người con gái xinh đẹp) 6. Ảo ảnh 7. Mãi mãi Naadam 8. Bài ca du mục 9. Đêm Ulaanbaatar                                    | [ 8 ]   |
| Nhĩ giới                   | Nhĩ giới                   | 耳界            | 04/12/2007          | Danh sách ca khúc 1. Điệp 2. Dương cầm 3. Làm sai 4. Không đi giày cao gót 5. Nhìn mà không thấy 6. Ánh sáng của tình yêu 7. Mùa xuân của Dalja 8. Có lẽ có lẽ 9. Hoa hướng dương 10. Âm thanh của tuyết rơi 11. Truyền thuyết                                            | [ 8 ]   |
| Truyền thuyết              | Truyền thuyết              | 传说            | 11/06/2009          | Danh sách ca khúc 1. Cánh bướm 2. Cha 3. Truyền thuyết 4. Cao nguyên hồng 5. Tôi muốn cùng người bay lượn 6. Bài ca giặt áo 7. Tangola trong mộng 8. Bài ca tặng mẹ 9. Bước vào Tây Tạng 10. Thiên lộ 11. Ốc đảo trong mộng 12. Biển hoa 13. Tuyết rơi trên núi Skubla    | [ 8 ]   |
| Đàm WW                     | Đàm WW                     | 谭某某          | 20/03/2010          | Danh sách ca khúc 1. Nếu như có kiếp sau 2. Nếu như anh 3. Fight 4. Khi rời đi hãy đánh thức em dậy 5. Bi ai mà chân thực 6. Những năm tháng cũ 7. Hòn đá đang hát ca 8. Pinocchio 9. Đàm WW 10. 21 grams 11. Khi rời đi hãy đánh thức con dậy                            | [ 8 ]   |
| 3                          | 3                          | 3               | 18/10/2011          | Danh sách ca khúc 1. Em làm sao thế này 2. Muốn gặp 3. Không chịu nổi 4. Bụi 5. Ngủ đi bé yêu 6. Diễn 7. Ngày nắng 8. Ở một nơi xa xôi nọ 9. Tôi 10. Mở lòng | [ 8 ]   |
| A Tortoise Called Achilles | A Tortoise Called Achilles | 乌龟的阿基里斯  | 23/10/2013          | Danh sách ca khúc 1. Intro 2. Ôm 3. Chơi đùa 4. Ác chi hoa 5. Cây 6. Tôi phản đối 7. Cái gì 8. Tường 9. Tôi 10. Bóng tối và ánh sáng 11. Vì sao 12. Khi 13. Ich Liebe Dich (tiếng Đức, nghĩa là "em yêu anh") 14. Nơi cổng thiên đường hoa sen nở 15. Ôm (London version) | [ 8 ]   |
| Quan chiếu (观照)          | EP 1 - Hạ tràng            | 夏长            | 08/08/2016          | Danh sách ca khúc 1. Blah blah blah 2. Bệnh nhân nơi thành phố 3. Thời đại quý cô | [ 8 ]   |
| Quan chiếu (观照)          | EP 2 - Thu thâu            | 秋收            | 25/10/2016          | Danh sách ca khúc 1. Vụt bay 2. 3 centimet 3. Lấy mực | [ 8 ]   |
| Quan chiếu (观照)          | EP 3 - Đông tàng           | 冬藏            | 16/01/2017          | Danh sách ca khúc 1. Bỏ lỡ 2. Chiếc rương mây | [ 8 ]   |
| Quan chiếu (观照)          | EP 4 - Xuân sinh           | 春生            | 04/05/2017          | Danh sách ca khúc 1. Chân trời xưa - Bài hát dành tặng Buenos Aires 2. Trang sách mất ngủ | [ 8 ]   |
| 3811                       | 3811                       | 3811            | 11/12/2020          | Danh sách ca khúc 1. Chương Tồn Tiên 2. Ngư Huyền Cơ 3. A Quả 4. Ngô Xuân Phương 5. Như Hoa 6. Tiền phu nhân 7. Triệu Quế Linh 8. Kāli 9. Tiểu Quyên (tên của nhân vật đã được thay đổi) 10. Tare Ma 11. Đàm Diễm Mai                                                     | [ 8 ]   |

### Đĩa đơn[8]
| Tên đĩa đơn                                  | Tên tiếng Trung      | Thời gian phát hành | Ghi chú                                                                                     |
| -------------------------------------------- | -------------------- | ------------------- | ------------------------------------------------------------------------------------------- |
| Ta thật lòng yêu                             | 我真我爱             | 2003                | Truyền hình "Thiên long bát bộ" OST                                                         |
| Thật đúng là Đô Giang Yển                    | 好一个都江堰         | 09/2005             |                                                                                             |
| Nếu như em chưa từng yêu                     | 如果我没有爱过       | 03/2007             |                                                                                             |
| Vị vua thiên cổ                              | 千古一王             | 08/2007             | Truyền hình "Nằm gai nếm mật" OST                                                           |
| Em đã quên không nói                         | 我忘了说             | 07/01/2008          |                                                                                             |
| Gặp gỡ                                       | 遇见                 | 24/08/2010          | Điện ảnh "Mễ Hương" OST                                                                     |
| Tro gấm                                      | 锦灰                 | 30/05/2011          | Điện ảnh "Liễu Như Thị" OST                                                                 |
| Ánh sáng khi ấy                              | 那时的光             | 03/06/2015          | Ca khúc chủ đề concert "Duy sở dục vi"                                                      |
| Một đời một kiếp, trong lòng chỉ có người    | 一生一世心上一个人   | 05/06/2015          | Ca khúc chủ đề nhạc kịch "Rock - Tây sương"                                                 |
| Yêu đến cùng                                 | 爱到底               | 15/06/2015          | Truyền hình "Vẫn cứ thích em" OST                                                           |
| Tôi là một con thuyền                        | 我是一只船           | 08/09/2015          |                                                                                             |
| Phụ nữ tuổi ba mươi                          | 三十岁的女人         | 30/10/2015          | Truyền hình "Thặng giả chi vương" OST                                                       |
| Mon Cheri                                    | 我亲爱的             | 05/2016             | Truyền hình "Người phiên dịch" OST                                                          |
| Take my hand                                 | Take my hand         | 18/05/2016          | Ca khúc tuyên truyền điện ảnh "X-Men: Apocalypse"                                           |
| Vạn vật có linh                              | 万物有灵             | 27/06/2016          |                                                                                             |
| Duyên phận tựa cây cầu                       | 缘分一道桥           | 15/11/2016          | Điện ảnh "Trường thành" OST                                                                 |
| Vì những người thân yêu                      | 为了爱的人           | 18/05/2017          | Truyền hình "Nằm vùng trở lại"                                                              |
| Thêu xuân                                    | 绣春                 | 03/07/2017          | Điện ảnh "Tú xuân đao 2" OST                                                                |
| Đi giữa ánh trăng mênh mông                  | 行走在茫茫月光的中间 | 05/09/2017          | Truyền hình "Năm ấy hoa nở trăng vừa tròn"                                                  |
| Bên đường hoa nở                             | 陌上花开             | 10/10/2017          | Điện ảnh "Tương thân tương ái" OST                                                          |
| Môn                                          | 门                   | 11/05/2018          | Truyền hình "Man hoang ký" OST                                                              |
| Yêu khó thoát thân                           | 爱难脱身             | 11/06/2018          | Truyền hình "Thoát thân" OST                                                                |
| Vì anh                                       | 为了你               | 19/06/2018          | Truyền hình "Vì em, anh nguyện yêu cả thế giới" OST                                         |
| Nhi nữ giang hồ                              | 江湖儿女             | 17/08/2018          | Điện ảnh "Nhi nữ giang hồ" OST                                                              |
| Qua ngày xuân                                | 过春天               | 07/09/2018          | Điện ảnh "Qua ngày xuân" OST                                                                |
| Vĩnh dạ                                      | 过春天               | 25/10/2018          | Web drama "Tương dạ" OST                                                                    |
| Nhà leo núi                                  | 攀登者               | 19/09/2019          | Điện ảnh "Nhà leo núi" OST                                                                  |
| Người xa lạ cũng thân quen                   | 陌生人也亲近         | 15/01/2020          | Truyền hình "Thế giới mới" OST                                                              |
| Ánh trăng màu bạc                            | 白色月光             | 18/08/2020          | Truyền hình "Ánh trăng màu bạc" OST                                                         |
| Thượng Dương phú                             | 上阳赋               | 11/01/2021          | Truyền hình "Thượng Dương phú" OST                                                          |
| Thiên hạ                                     | 天下                 | 12/01/2021          | Truyền hình "Đại Tần phú" OST                                                               |
| Đủ dũng cảm                                  | 足够勇敢             | 16/03/2021          | Truyền hình "Bạo phong nhãn" OST                                                            |
| Việt nhân ca                                 | 越人歌               | 19/03/2021          | Truyền hình "Đại Tống cung từ" OST                                                          |
| Cùng người                                   | 与你                 | 29/05/2021          | Hoạt hình "Đấu la đại lục" OST                                                              |
| Tình yêu từng cho em chút hơi ấm             | 爱曾经给我一点温度   | 19/07/2021          | Truyền hình "Em thật sự yêu anh" OST                                                        |
| Flame of hope                                | Flame of hope        | 21/10/2021          | Ca khúc chủ đề Thế vận hội Mùa đông 2022                                                    |
| Thành                                        | 城                   | 22/10/2021          | Phim tài liệu "Tử Cấm thành" OST                                                            |
| Cháy                                         | 燃                   | 26/01/2022          | Ca khúc chủ đề Thế vận hội Mùa đông 2022                                                    |
| Cô chú                                       | 孤住                 | 18/04/2022          | Truyền hình "Thả thí thiên hạ" OST                                                          |
| Mặc kệ đau                                   | 但求疼               | 20/05/2022          |                                                                                             |
| Giương cung bạt kiếm                         | 剑拔弩张             | 01/06/2022          | Ca khúc chủ đề game "Naraka: Bladepoint"                                                    |
| Phi quang                                    | 披光                 | 16/09/2022          | Ca khúc quảng bá game "Vương giả vinh diệu"                                                 |
| Liberation                                   | 新章                 | 09/01/2023          | Ca khúc chủ đề game "Dungeon & Fighter"                                                     |
| Kinh Trập lệnh                               | 惊蛰令               | 05/03/2023          | Ca khúc quảng cáo Beneunder                                                                 |
| Ngộ Không                                    | 悟空                 | 14/04/2023          | Điện ảnh "Ngộ Không" OST                                                                    |
| Nguyện khi người gặp lại tôi                 | 愿你再见我时         | 06/06/2023          |                                                                                             |
| Yêu sâu đậm                                  | 深爱的               | 27/07/2023          | Điện ảnh "Mùa đông cùng sư tử" OST                                                          |
| Bài ca Châu Mục                              | 珠牧之歌             | 16/08/2023          | Điện ảnh "Thiếu niên thành tuyết" OST                                                       |
| Người tìm đường                              | 觅渡者               | 26/08/2023          | Điện ảnh "Tìm đường" OST                                                                    |
| Tông sư liệt truyện - Đường Tống bát đại gia | 宗师列传·唐宋八大家  | 26/10/2023          | Ca khúc chủ đề chương trình "Tông sư liệt truyện - Đường Tống bát đại gia" do CCTV sản xuất |
| Vạn năm cát tường                            | 万物吉祥             | 10/02/2024          |                                                                                             |
| Núi Nam, núi Bắc                             | 南山北山             | 12/03/2024          |                                                                                             |
| Thương Lan                                   | 沧澜                 | 03/07/2024          | Ca khúc quảng bá phái Thương Lan game "Nghịch Thủy Hàn"                                     |
| Lộ man man                                   | 路漫漫               | 17/09/2024          | Ca khúc chủ đề vũ kịch "Kinh Sở ảnh tượng"                                                  |
| Lá rơi                                       | 落叶                 | 20/11/2024          | "Tam thể" OST                                                                               |
| Lưu danh                                     | 流芳                 | 07/01/2025          | Truyền hình "Quốc sắc phương hoa" OST                                                       |
| Trung Quốc nở hoa                            | 花开中国             | 08/03/2025          |                                                                                             |

## Dach sách nhạc kịch

### Các vở diễn
| Thời gian lưu diễn | Tên nhạc kịch            | Tên tiếng Trung  | Vai diễn               | Ghi chú |
| ------------------ | ------------------------ | ---------------- | ---------------------- | ------- |
| 1998               | Tổ hợp tương lai         | 未来组合         | Giang Duy Duy          |         |
| 2005 - 2007        | Kim Sa                   | 金沙             | Kim                    |         |
| 2007 - 2010        | Điệp                     | 蝶               | Lãng Hoa, Chúc Anh Đài |         |
| 2009               | Hoa nhi và thiếu niên    | 花儿与少年       | Mai Đóa                |         |
| 2012               | Tổ chim - Hấp dẫn        | 鸟巢·吸引        | Lăng                   |         |
| 2017 - 2019        | Tình yêu ký ức Alzheimer | 阿尔兹记忆的爱情 | Trịnh Nhã Huyền        |         |
| 2022 - 2024        | Nở rộ                    | 绽放             | Trương Quế Mai         |         |

### Album phòng thu
| Thời gian phát hành | Tên album                | Bài hát                     | Tên tiếng Trung  | Ghi chú                             |
| ------------------- | ------------------------ | --------------------------- | ---------------- | ----------------------------------- |
| 10/2006             | "Kim Sa" OST tuyển tập   | Chim và Cá                  | 飞鸟和鱼         | Song ca với Lâm Hà                  |
| 10/2006             | "Kim Sa" OST tuyển tập   | Nhớ nhung                   | 想念             | Song ca với Trịnh Kỳ Nguyên         |
| 10/2006             | "Kim Sa" OST tuyển tập   | Khi ấy                      | 当时             |                                     |
| 10/2006             | "Kim Sa" OST tuyển tập   | Quên lãng                   | 忘记             | Kết hợp cùng Lâm Hà và nhóm Vịt Đen |
| 10/2006             | "Kim Sa" OST tuyển tập   | Sẽ có một ngày              | 总有一天         | Song ca với Trịnh Kỳ Nguyên         |
| 2020                | Tình yêu ký ức Alzheimer | Đau khổ bởi vì yêu          | 痛，来自爱       | Kết hợp cùng Kim Chí Văn            |
| 2020                | Tình yêu ký ức Alzheimer | Vĩnh viễn không lùi bước    | 永不退缩         | Song ca với Trịnh Kỳ Nguyên         |
| 2020                | Tình yêu ký ức Alzheimer | Tượng đài tình yêu 2        | 爱的方尖碑2      |                                     |
| 22/05/2023          | "Nở rộ" OST tuyển tập    | Nở rộ                       | 绽放             |                                     |
| 22/05/2023          | "Nở rộ" OST tuyển tập    | Khi ấy                      | 那时             |                                     |
| 22/05/2023          | "Nở rộ" OST tuyển tập    | Rơi xuống từ ngân hà rực rỡ | 从璀璨的银河坠落 |                                     |

## Danh sách phim

### Truyền hình
| Ngày phát sóng | Tên phim            | Tên tiếng Trung | Vai diễn    | Ghi chú |
| -------------- | ------------------- | --------------- | ----------- | ------- |
| 24/04/2003     | Bảo vệ tình yêu     | 保卫爱情        | Mộng Uyển   | [ 1 ]   |
| 01/09/2004     | Nhịp tim            | 心跳            | Ngô Giai Di | [ 1 ]   |
| 21/07/2014     | Tình yêu thời Weibo | 微时代          | Eddie       | [ 1 ]   |

### Điện ảnh
| Ngày lên sóng | Tên phim                | Tên tiếng Trung | Vai diễn                     | Ghi chú |
| ------------- | ----------------------- | --------------- | ---------------------------- | ------- |
| 11/2009       | Thành Đô, anh yêu em    | 成都，我爱你    | Lâm Miểu                     | [ 1 ]   |
| 24/11/2011    | Đông thành Tây tựu 2011 | 东成西就2011    | Nghiêm Thành Ngọc            | [ 1 ]   |
| 28/12/2012    | Khu vườn bí mật         | 秘密花园        | Gil Ra Im                    | [ 1 ]   |
| 24/12/2014    | 37 lần nhớ em           | 37次想你        | Vu Áo                        |         |
| 20/06/2015    | Anh hùng nhạc rock      | 摇滚英雄        | Nữ minh tinh tại phim trường | Cameo   |
| 03/11/2017    | Tương ái tương thân     | 相爱相亲        | Chu Âm                       | Cameo   |
| 02/09/2018    | Miss Puff               | 泡芙小姐        | Mary                         | [ 1 ]   |

## Danh sách liveshow/concert
| Thời gian  | Tên liveshow/concert                                   | Địa điểm tổ chức                     | Ghi chú |
| ---------- | ------------------------------------------------------ | ------------------------------------ | ------- |
| 27/04/2008 | "Duy Duy động thính"                                   | Bắc Kinh                             |         |
| 25/09/2008 | Hòa nhạc ngôi sao "Phong phạm vương giả" - Budweiser   | Lhasa - Tây Tạng                     |         |
| 11/07/2009 | "Duy Duy động thính"                                   | Lệ Giang                             |         |
| 2013       | LeTV Live Concert                                      |                                      |         |
| 21/06/2015 | Tour concert "Duy sở dục vi"                           | Sân vận động Công nhân Bắc Kinh      | [ 1 ]   |
| 12/09/2015 | Tour concert "Duy sở dục vi"                           | Trung tâm Thể thao vịnh Thâm Quyến   | [ 1 ]   |
| 03/08/2016 | Concert Sa Bảo Lượng & Đàm Duy Duy "Sa xuất trùng Duy" | Sân vận động Công nhân Bắc Kinh      | [ 1 ]   |
| 05/11/2016 | Concert vì môi trường "Cho thế giới một chút sắc màu"  | Công viên Tú Lệ Đông Phương Thành Đô | [ 1 ]   |
| 20/06/2020 | Premiere online concert "U very Women 3811"            |                                      | [ 1 ]   |
| 11/12/2020 | TME Live Đàm Duy Duy ra mắt "3811"                     | Tencent Music                        | [ 1 ]   |

## Danh sách chương trình truyền hình[1]
| Thời gian               | Tên chương trình                  | Tên tiếng Trung  | Thể loại            | Đài truyền hình/Nền tảng phát sóng | Vai trò            | Ghi chú                                                                                 |
| ----------------------- | --------------------------------- | ---------------- | ------------------- | ---------------------------------- | ------------------ | --------------------------------------------------------------------------------------- |
| 2006                    | Super Girl                        | 超级女声         | Âm nhạc, tuyển chọn | Đài truyền hình Hồ Nam (MGTV)      | Thí sinh           | Quán quân khu vực Thành Đô, Á quân toàn quốc                                            |
| 12/04/2013              | Tôi là Ca sĩ                      | 我是歌手         | Âm nhạc             | Đài truyền hình Hồ Nam (MGTV)      | Nghệ sĩ trợ diễn   | Cùng Châu Hiểu Âu thể hiện ca khúc "Thiên hạ chẳng có bữa tiệc nào không tàn"           |
| 04/04/2014              | Tôi là Ca sĩ 2                    | 我是歌手第二季   | Âm nhạc             | Đài truyền hình Hồ Nam (MGTV)      | Nghệ sĩ trợ diễn   | Cùng Tào Cách thể hiện ca khúc "What's up"                                              |
| 06/02/2015 - 03/04/2015 | Tôi là Ca sĩ 3                    | 我是歌手第三季   | Âm nhạc             | Đài truyền hình Hồ Nam (MGTV)      | Ca sĩ hoán vị      |                                                                                         |
| 09/05/2015 - 01/08/2015 | Hòa âm đẹp nhất 3                 | 最美和声第三季   | Âm nhạc, tuyển chọn | Đài truyền hình Bắc Kinh           | Huấn luyện viên    |                                                                                         |
| 09/08/2015 - 27/09/2015 | Ca vương Mặt nạ                   | 蒙面歌王         | Âm nhạc             | Đài truyền hình Giang Tô           | Thí sinh           | Ca vương tập 7, Top 5 vòng Chung kết                                                    |
| 21/11/2015 - 06/02/2016 | Ngôi sao Trung Quốc               | 中国之星         | Âm nhạc             | Đài truyền hình Bắc Kinh           | Thí sinh           | Á quân                                                                                  |
| 08/04/2016              | Tôi là Ca sĩ 4                    | 我是歌手第四季   | Âm nhạc             | Đài truyền hình Hồ Nam (MGTV)      | Nghệ sĩ trình diễn | Thể hiện ca khúc "Vũ khúc thanh xuân"                                                   |
| 05/07/2017              | The Next Big Thing                | 超级版·大事发声  | Âm nhạc, live house | Tencent Video                      | Nghệ sĩ trình diễn |                                                                                         |
| 16/02/2018              | Kinh điển vịnh lưu truyền         | 经典咏流传       | Âm nhạc             | Đài truyền hình Trung ương (CCTV)  | Nghệ sĩ trình diễn | Thể hiện ca khúc "Mặc mai"                                                              |
| 13/04/2018              | Ca sĩ 2018                        | 歌手2013         | Âm nhạc             | Đài truyền hình Hồ Nam (MGTV)      | Nghệ sĩ trợ diễn   | Cùng Uông Phong thể hiện ca khúc "Hey Jude"                                             |
| 05/05/2018 - 04/08/2018 | Khóa giới Ca vương 3              | 跨界歌王第三季   | Âm nhạc             | Đài truyền hình Bắc Kinh           | Giám khảo          |                                                                                         |
| 26/10/2018 - 11/01/2019 | Sound of My Dream 3               | 梦想的声音第三季 | Âm nhạc, tuyển chọn | Đài truyền hình Chiết Giang        | Huấn luyện viên    |                                                                                         |
| 28/01/2019              | Kinh điển vịnh lưu truyền 2       | 经典咏流传第二季 | Âm nhạc             | Đài truyền hình Trung ương (CCTV)  | Nghệ sĩ trình diễn | Thể hiện ca khúc "Núi cao đường xa"                                                     |
| 30/03/2019              | Kinh điển vịnh lưu truyền 2       | 经典咏流传第二季 | Âm nhạc             | Đài truyền hình Trung ương (CCTV)  | Nghệ sĩ trình diễn | Thể hiện ca khúc "Sắc Lặc ca"                                                           |
| 12/04/2019              | Ca sĩ 2019                        | 歌手2019         | Âm nhạc             | Đài truyền hình Hồ Nam (MGTV)      | Nghệ sĩ trợ diễn   | Cùng Lưu Hoan thể hiện ca khúc "Người muốn đi đâu"                                      |
| 11/05/2019              | Kinh điển vịnh lưu truyền 2       | 经典咏流传第二季 | Âm nhạc             | Đài truyền hình Trung ương (CCTV)  | Nghệ sĩ trình diễn | Cùng nhà leo núi Hạ Bá Du thể hiện ca khúc "Núi cao đường xa"                           |
| 29/02/2020              | Kinh điển vịnh lưu truyền 3       | 经典咏流传第三季 | Âm nhạc             | Đài truyền hình Trung ương (CCTV)  | Nghệ sĩ trình diễn | Cùng Trịnh Kỳ Nguyên thể hiện ca khúc "Thang Tổ hiền gặp gỡ Shakespeare"                |
| 25/06/2020              | Kinh điển vịnh lưu truyền 3       | 经典咏流传第三季 | Âm nhạc             | Đài truyền hình Trung ương (CCTV)  | Nghệ sĩ trình diễn | Cùng Đoàn Nghệ thuật Ấn Tượng Vũ Long Trùng Khánh thể hiện ca khúc "Đạp khúc ngàn sông" |
| 02/01/2021              | Kinh điển vịnh lưu truyền 4       | 经典咏流传第四季 | Âm nhạc             | Đài truyền hình Trung ương (CCTV)  | Nghệ sĩ trình diễn | Thể hiện ca khúc "Điệp luyến hoa"                                                       |
| 11/03/2022 - 10/06/2022 | Xuân về hoa sẽ nở                 | 春天花会开       | Âm nhạc, tuyển chọn | Đài truyền hình Hồ Nam (MGTV)      | Giám khảo          |                                                                                         |
| 20/05/2022 - 05/08/2022 | Đạp gió rẽ sóng 3                 | 乘风破浪第三季   | Âm nhạc             | Đài truyền hình Hồ Nam (MGTV)      | Thí sinh           | Debut cùng X-Sister ở vị trí thứ 4 kiêm X-Leader                                        |
| 28/08/2022              | Thi họa Trung Quốc                | 诗画中国         | Âm nhạc             | Đài truyền hình Trung ương (CCTV)  | Nghệ sĩ trình diễn |                                                                                         |
| 17/03/2023 - 24/03/2023 | Tiếng hát Sinh viên Bách Xuyên    | 百川高校声       | Âm nhạc             | Douyin                             | Huấn luyện viên    |                                                                                         |
| 02/12/2023 - 17/02/2024 | Tiếng ca còn mãi 3 - Gia niên hoa | 声生不息·家年华  | Âm nhạc             | Đài truyền hình Hồ Nam (MGTV)      |                    | Thành viên đội Nữ                                                                       |
| 28/06/2024 - 02/08/2024 | Ca sĩ 2024                        | 歌手2024         | Âm nhạc             | Đài truyền hình Hồ Nam (MGTV)      | Ca sĩ bổ sung      | Hạng 2 chung cuộc                                                                       |

## Giải thưởng và chức danh

### Giải thưởng cá nhân[9]
| Năm  | Tên chương trình/giải thưởng                                                        | Đơn vị tổ chức                                                                                        | Hạng mục giải thưởng                     | Đối tượng                                     | Ghi chú |
| ---- | ----------------------------------------------------------------------------------- | --- | ---------------------------------------- | --------------------------------------------- | ------- |
| 1999 |                                                                                     | Sở Văn hóa Tỉnh Tứ Xuyên                                                                              | Top 10 ca sĩ tỉnh Tứ Xuyên               | Đàm Duy Duy                                   |         |
| 2000 | Liên hoan Âm nhạc châu Á                                                            | | Top 10 ca khúc xuất sắc                  | Ca khúc "Hẻm núi lớn Yarlung Tsangpo"         |         |
| 2001 | Giải thưởng Công trình 5 nhất về xây dựng văn hoá tinh thần cấp Quốc gia lần thứ 8  | Ban Tuyên giáo Trung ương - Đảng Cộng sản Trung Quốc                                                  | Tác phẩm xuất sắc                        | Nhạc kịch "Tổ hợp tương lai"                  |         |
| 2005 | Triển lãm Âm nhạc và Thu âm Quốc tế MIDEM (Pháp)                                    | Reed MIDEM - Công ty con của Reed Exhibitions (trực thuộc RELX Group plc)                             | Giải thưởng Âm nhạc Thế giới             | Album "Trái tim cao nguyên"                   |         |
| 2006 | Giải thưởng Đĩa Vàng Trung Quốc lần thứ 5                                           | Tập đoàn Băng đĩa Quốc gia, Đài Phát thanh Quốc gia Trung Quốc                                        | Nghệ sĩ mới xuất sắc                     | Đàm Duy Duy                                   |         |
| 2006 | Giải thưởng Công trình 5 nhất về xây dựng văn hoá tinh thần cấp Tỉnh lần thứ 9      | Ban Tuyên giáo Tỉnh ủy Tứ Xuyên                                                                       | Tác phẩm xuất sắc                        | Ca khúc "Thật là một Đô Giang Yển"            |         |
| 2007 | Bảng xếp hạng Âm nhạc tiên phong 9+2                                                | Đài Phát thanh Tỉnh Quảng Đông                                                                        | Nữ ca sĩ biểu diễn tiên phong của năm    | Đàm Duy Duy                                   |         |
| 2008 | Liên hoan Nhạc kịch Quốc tế Daegu (Daegu International Musical Festival) lần thứ 2  | Bộ Văn hóa, Thể thao và Du lịch Hàn Quốc                                                              | Giải Đặc biệt                            | Nhạc kịch "Điệp"                              |         |
| 2009 | Giải Kim Mã (Đài Loan) lần thứ 46                                                   | Ban Tổ chức Liên hoan phim Kim Mã                                                                     | Nhạc phim xuất sắc nhất                  | Ca khúc "Gặp gỡ"                              |         |
| 2009 | Lễ trao giải Âm nhạc Hoa ngữ toàn cầu "Music King" lần thứ 6                        | Công ty TNHH Truyền thông Văn hóa Diệu Tinh                                                           | Ca sĩ trẻ kiệt xuất (nội địa)            | Đàm Duy Duy                                   |         |
| 2010 | Giải Văn Hoa lần thứ 13                                                             | Bộ Văn hóa và Du lịch Trung Quốc                                                                      | Giải Đặc biệt                            | Nhạc kịch "Điệp"                              |         |
| 2010 | Bảng xếp hạng Music Radio (Music Radio China Top Chart Awards)                      | Đài Phát thanh Quốc gia Trung Quốc                                                                    | Ca khúc của năm (nội địa)                | Ca khúc "Nếu như có kiếp sau"                 |         |
| 2010 | Bảng xếp hạng Music Radio (Music Radio China Top Chart Awards)                      | Đài Phát thanh Quốc gia Trung Quốc                                                                    | Album của năm (nội địa)                  | Album "Đàm WW"                                |         |
| 2010 | Bảng xếp hạng Ca khúc Trung Quốc (China Pop Chart)                                  | Đài Phát thanh Âm nhạc Bắc Kinh                                                                       | Ca khúc của năm                          | Ca khúc "Nếu như có kiếp sau"                 |         |
| 2010 | Bảng xếp hạng Âm nhạc tiên phong 9+2                                                | Đài Phát thanh Tỉnh Quảng Đông                                                                        | Nữ ca sĩ tiên phong được yêu thích nhất  | Đàm Duy Duy                                   |         |
| 2010 | Bảng xếp hạng Nhạc hot Đông Nam Á (Southeast Music Chart Awards)                    | Đài Phát thanh và Truyền hình Phúc Kiến + Đài Truyền hình Đông Nam                                    | Nữ ca sĩ xuất sắc nhất (nội địa)         | Đàm Duy Duy                                   |         |
| 2011 | Giải Kim khúc Hoa ngữ (Chinese Music Awards) lần thứ 3                              | Liên minh Âm nhạc Trung Quốc toàn cầu                                                                 | Nữ ca sĩ xuất sắc nhất                   | Đàm Duy Duy - Album "Đàm WW"                  | Đề cử   |
| 2011 | Bảng xếp hạng Music Radio (Music Radio China Top Chart Awards)                      | Đài Phát thanh Quốc gia Trung Quốc                                                                    | Ca khúc của năm (nội địa)                | Ca khúc "Em làm sao thế này"                  |         |
| 2011 | Bảng xếp hạng Music Radio (Music Radio China Top Chart Awards)                      | Đài Phát thanh Quốc gia Trung Quốc                                                                    | Nữ ca - nhạc sĩ xuất sắc nhất (nội địa)  | Đàm Duy Duy - Album "3"                       |         |
| 2011 | Âm nhạc Phong vân bảng (Top Chinese Music Awards) lần thứ 11                        | Công ty TNHH Enlight Media Bắc Kinh                                                                   | Ca khúc của năm (nội địa)                | Ca khúc "Hòn đá đang hát ca" (ft. Uông Phong) |         |
| 2011 | Âm nhạc Phong vân bảng (Top Chinese Music Awards) lần thứ 11                        | Công ty TNHH Enlight Media Bắc Kinh                                                                   | Nữ ca sĩ xuất sắc nhất (nội địa)         | Đàm Duy Duy - Album "Đàm WW"                  | Đề cử   |
| 2011 | Âm nhạc Phong vân bảng (Top Chinese Music Awards) lần thứ 11                        | Công ty TNHH Enlight Media Bắc Kinh                                                                   | Album xuất sắc nhất (nội địa)            | Album "Đàm WW"                                | Đề cử   |
| 2011 | Đông phương Phong vân bảng (ERC Chinese Top Ten)                                    | Đài Phát thanh và Truyền hình Thượng Hải                                                              | Top 10 ca khúc xuất sắc                  | Ca khúc "Hòn đá đang hát ca" (ft. Uông Phong) |         |
| 2011 | Đông phương Phong vân bảng (ERC Chinese Top Ten)                                    | Đài Phát thanh và Truyền hình Thượng Hải                                                              | Top 10 ca khúc xuất sắc                  | Ca khúc "Tốt biết bao" (ft. Vũ Tuyền)         |         |
| 2011 | Liên hoan Âm nhạc phương Nam (Chinese Music Media Awards) lần thứ 11                | Đồng tổ chức bởi 100 cơ quan truyền thông tại Trung Quốc                                              | Nữ ca sĩ xuất sắc nhất (nội địa)         | Đàm Duy Duy - Album "Đàm WW"                  |         |
| 2012 | Liên hoan Âm nhạc phương Nam (Chinese Music Media Awards) lần thứ 12                | Đồng tổ chức bởi 100 cơ quan truyền thông tại Trung Quốc                                              | Nữ ca sĩ xuất sắc nhất (nội địa)         | Đàm Duy Duy - Album "3"                       | Đề cử   |
| 2012 | Âm nhạc Phong vân bảng (Top Chinese Music Awards) lần thứ 12                        | Công ty TNHH Enlight Media Bắc Kinh                                                                   | Nữ ca sĩ xuất sắc nhất                   | Đàm Duy Duy - Album "3"                       | Đề cử   |
| 2012 | Âm nhạc Phong vân bảng (Top Chinese Music Awards) lần thứ 12                        | Công ty TNHH Enlight Media Bắc Kinh                                                                   | Ca sĩ rock xuất sắc nhất                 | Đàm Duy Duy - Album "3"                       | Đề cử   |
| 2012 | Âm nhạc Phong vân bảng (Top Chinese Music Awards) lần thứ 12                        | Công ty TNHH Enlight Media Bắc Kinh                                                                   | Album xuất sắc nhất                      | Album "3"                                     | Đề cử   |
| 2012 | Âm nhạc Phong vân bảng (Top Chinese Music Awards) lần thứ 12                        | Công ty TNHH Enlight Media Bắc Kinh                                                                   | Album rock xuất sắc nhất                 | Album "3"                                     | Đề cử   |
| 2013 | Bảng xếp hạng Music Radio (Music Radio China Top Chart Awards)                      | Đài Phát thanh Quốc gia Trung Quốc                                                                    | Ca khúc của năm                          | Ca khúc "Ôm"                                  |         |
| 2014 | Giải Kim khúc Hoa ngữ (Chinese Music Awards) lần thứ 6                              | Liên minh Âm nhạc Trung Quốc toàn cầu                                                                 | Nữ ca sĩ xuất sắc nhất                   | Đàm Duy Duy - Album "Chú rùa Achilles"        | Đề cử   |
| 2014 | Âm nhạc Phong vân bảng (Top Chinese Music Awards) lần thứ 14                        | Công ty TNHH Enlight Media Bắc Kinh                                                                   | Nghệ sĩ rock xuất sắc nhất               | Đàm Duy Duy - Album "Chú rùa Achilles"        |         |
| 2016 | Bảng xếp hạng Music Radio (Music Radio China Top Chart Awards)                      | Đài Phát thanh Quốc gia Trung Quốc                                                                    | Nữ ca sĩ xuất sắc nhất (nội địa)         | Đàm Duy Duy - EP "Hạ tràng"                   |         |
| 2016 | Bảng xếp hạng nhạc Pop toàn cầu (Global Chinese Golden Chart) lần thứ 6             | Đài Phát thanh Quốc gia Trung Quốc                                                                    | Ca khúc khóa giới xuất sắc nhất          | Ca khúc "Ngày xưa" (ft. Vương Thao)           |         |
| 2017 | Giải Kim Mã (Đài Loan) lần thứ 54                                                   | Ban Tổ chức LHP Kim Mã                                                                                | Nhạc phim xuất sắc nhất                  | Mạch thượng hoa khai                          | Đề cử   |
| 2017 | Giải thưởng Âm nhạc CMIC lần thứ 1                                                  | Hiệp hội Xuất bản Nghe nhìn và Kỹ thuật số Trung Quốc                                                 | Album đại chúng xuất sắc nhất            | EP "Hạ tràng"                                 | Đề cử   |
| 2017 | Giải thưởng Âm nhạc CMIC lần thứ 1                                                  | Hiệp hội Xuất bản Nghe nhìn và Kỹ thuật số Trung Quốc                                                 | MV xuất sắc nhất                         | Ca khúc "Blah blah blah"                      | Đề cử   |
| 2017 | Bảng xếp hạng nhạc Pop toàn cầu (Global Chinese Golden Chart) lần thứ 7             | Đài Phát thanh Quốc gia Trung Quốc                                                                    | Nữ ca sĩ xuất sắc nhất                   | Đàm Duy Duy                                   |         |
| 2017 | Bảng xếp hạng nhạc Pop toàn cầu (Global Chinese Golden Chart) lần thứ 7             | Đài Phát thanh Quốc gia Trung Quốc                                                                    | Nữ ca sĩ được yêu thích nhất             | Đàm Duy Duy                                   | Đề cử   |
| 2017 | Bảng xếp hạng nhạc Pop toàn cầu (Global Chinese Golden Chart) lần thứ 7             | Đài Phát thanh Quốc gia Trung Quốc                                                                    | Nữ ca - nhạc sĩ được yêu thích nhất      | Đàm Duy Duy                                   | Đề cử   |
| 2017 | Giải thưởng Công trình 5 nhất về xây dựng văn hoá tinh thần cấp Quốc gia lần thứ 14 | Ban Tuyên giáo Trung ương - Đảng Cộng sản Trung Quốc                                                  | Tác phẩm xuất sắc                        | Ca khúc "Không quên sơ tâm" (ft. Hàn Lỗi)     |         |
| 2017 | Bảng xếp hạng Âm nhạc Hoa ngữ toàn cầu (China Music Awards) lần thứ 21              | Channel [V] (trực thuộc STAR TV - Đài truyền hình vệ tinh lớn nhất châu Á)                            | Nữ ca sĩ được yêu thích nhất (nội địa)   | Đàm Duy Duy                                   |         |
| 2017 | Bảng xếp hạng Âm nhạc Hoa ngữ toàn cầu (China Music Awards) lần thứ 21              | Channel [V] (trực thuộc STAR TV - Đài truyền hình vệ tinh lớn nhất châu Á)                            | Giải Trào lưu Âm nhạc châu Á Channel [V] | Đàm Duy Duy                                   |         |
| 2018 | Giải Kim Tượng (Hong Kong Film Awards) lần thứ 37                                   | Hiệp hội Giải thưởng Điện ảnh Hong Kong                                                               | Nhạc phim xuất sắc nhất                  | Mạch thượng hoa khai                          | Đề cử   |
| 2019 | Dự án Sáng tác ca khúc đương đại "Lắng nghe Trung Quốc, lắng nghe bạn"              | Hiệp hội Nhạc sĩ Trung Quốc                                                                           | Ca khúc xuất sắc                         | Ca khúc "Theo" (ft. Hàn Lỗi)                  |         |
| 2019 | Giải thưởng Âm nhạc CMIC lần thứ 3                                                  | Hiệp hội Xuất bản Nghe nhìn và Kỹ thuật số Trung Quốc                                                 | Nữ ca sĩ của năm                         | Đàm Duy Duy - Ca khúc "Nhi nữ giang hồ"       | Đề cử   |
| 2019 | Bảng xếp hạng Âm nhạc Hoa ngữ toàn cầu (China Music Awards) lần thứ 23              | Channel [V] (trực thuộc STAR TV - Đài truyền hình vệ tinh lớn nhất châu Á)                            | Nữ ca sĩ xuất sắc nhất (nội địa)         | Đàm Duy Duy                                   |         |
| 2019 | Bảng xếp hạng Âm nhạc Hoa ngữ toàn cầu (China Music Awards) lần thứ 23              | Channel [V] (trực thuộc STAR TV - Đài truyền hình vệ tinh lớn nhất châu Á)                            | Ca sĩ rock xuất sắc nhất                 | Đàm Duy Duy                                   |         |
| 2020 | Giải Kim khúc Hoa ngữ (Chinese Music Awards) lần thứ 11                             | Liên minh Âm nhạc Trung Quốc toàn cầu                                                                 | Top 10 ca khúc Hoa ngữ xuất sắc          | Ca khúc "Nhi nữ giang hồ"                     |         |
| 2020 | Giải Kim khúc Hoa ngữ (Chinese Music Awards) lần thứ 11                             | Liên minh Âm nhạc Trung Quốc toàn cầu                                                                 | Nữ ca sĩ được yêu thích nhất             | Đàm Duy Duy                                   |         |
| 2021 | Giải Kim khúc Hoa ngữ (Chinese Music Awards) lần thứ 13                             | Liên minh Âm nhạc Trung Quốc toàn cầu                                                                 | Nữ ca sĩ xuất sắc nhất                   | Đàm Duy Duy - Album "3811"                    |         |
| 2021 | Giải Kim khúc Hoa ngữ (Chinese Music Awards) lần thứ 13                             | Liên minh Âm nhạc Trung Quốc toàn cầu                                                                 | Top 10 album Hoa ngữ xuất sắc            | Album "3811"                                  |         |
| 2021 | Giải Kim khúc Hoa ngữ (Chinese Music Awards) lần thứ 13                             | Liên minh Âm nhạc Trung Quốc toàn cầu                                                                 | Top 10 ca khúc Hoa ngữ xuất sắc          | Ca khúc "Chương Tồn Tiên"                     |         |
| 2021 | Giải thưởng Kim Khúc (Đài Loan) lần thứ 32                                          | Cục Công nghiệp Điện ảnh, Truyền hình và Âm nhạc đại chúng (trực thuộc Bộ Văn hóa Trung Hoa Dân quốc) | Nữ ca sĩ xuất sắc nhất                   | Đàm Duy Duy - Album "3811"                    | Đề cử   |
| 2021 | Freshmusic Awards lần thứ 14                                                        | Tạp chí âm nhạc Freshmusic (Singapore)                                                                | Top 10 ca khúc của năm                   | Ca khúc "Tiểu Quyên (bí danh)"                |         |
| 2021 | Liên hoan Âm nhạc phương Nam (Chinese Music Media Awards) lần thứ 21                | Đồng tổ chức bởi 100 cơ quan truyền thông tại Trung Quốc                                              | Nữ ca sĩ xuất sắc nhất                   | Đàm Duy Duy - Album "3811"                    | Đề cử   |
| 2021 | Liên hoan Âm nhạc phương Nam (Chinese Music Media Awards) lần thứ 21                | Đồng tổ chức bởi 100 cơ quan truyền thông tại Trung Quốc                                              | Album của năm                            | Album "3811"                                  | Đề cử   |
| 2021 | Liên hoan Âm nhạc phương Nam (Chinese Music Media Awards) lần thứ 21                | Đồng tổ chức bởi 100 cơ quan truyền thông tại Trung Quốc                                              | Ca khúc của năm                          | Ca khúc "Tiểu Quyên (bí danh)"                | Đề cử   |
| 2022 | Giải thưởng Âm nhạc CMIC lần thứ 5                                                  | Hiệp hội Xuất bản Nghe nhìn và Kỹ thuật số Trung Quốc                                                 | Nữ ca sĩ của năm                         | Đàm Duy Duy - Album "3811"                    |         |
| 2022 | Giải thưởng Âm nhạc CMIC lần thứ 5                                                  | Hiệp hội Xuất bản Nghe nhìn và Kỹ thuật số Trung Quốc                                                 | Ca khúc của năm                          | Ca khúc "Tiểu Quyên (bí danh)"                |         |
| 2022 | Giải thưởng Âm nhạc CMIC lần thứ 5                                                  | Hiệp hội Xuất bản Nghe nhìn và Kỹ thuật số Trung Quốc                                                 | Ca khúc đại chúng xuất sắc nhất          | Ca khúc "Tiểu Quyên (bí danh)"                |         |
| 2022 | Giải thưởng Âm nhạc CMIC lần thứ 5                                                  | Hiệp hội Xuất bản Nghe nhìn và Kỹ thuật số Trung Quốc                                                 | Album của năm                            | Album "3811"                                  | Đề cử   |
| 2022 | Giải thưởng Âm nhạc CMIC lần thứ 5                                                  | Hiệp hội Xuất bản Nghe nhìn và Kỹ thuật số Trung Quốc                                                 | Album đại chúng xuất sắc nhất            | Album "3811"                                  | Đề cử   |
| 2022 | Giải thưởng Âm nhạc CMIC lần thứ 5                                                  | Hiệp hội Xuất bản Nghe nhìn và Kỹ thuật số Trung Quốc                                                 | MV xuất sắc nhất                         | Ca khúc "Tiểu Quyên (bí danh)"                | Đề cử   |
| 2022 | Giải thưởng Công trình 5 nhất về xây dựng văn hoá tinh thần cấp Tỉnh lần thứ 16     | Ban Tuyên giáo Tỉnh ủy Tứ Xuyên                                                                       | Tác phẩm xuất sắc                        | Ca khúc "Ánh lửa"                             |         |
| 2022 | Giải thưởng Công trình 5 nhất về xây dựng văn hoá tinh thần cấp Tỉnh lần thứ 12     | Ban Tuyên giáo Tỉnh ủy Quảng Đông                                                                     | Tác phẩm xuất sắc                        | Ca khúc "Về nhà"                              |         |
| 2023 | Dự án Sáng tác ca khúc đương đại "Lắng nghe Trung Quốc, lắng nghe bạn"              | Hiệp hội Nhạc sĩ Trung Quốc                                                                           | Ca khúc xuất sắc                         | Ca khúc "Tuyến"                               |         |
| 2024 | Lễ trao giải Âm nhạc số thường niên lần thứ 1                                       | Hiệp hội Xuất bản Nghe nhìn và Kỹ thuật số Trung Quốc                                                 | Ca khúc live của năm                     | Ca khúc "Hồ Quảng Sinh" (ft. Trần Sở Sinh)    |         |
| 2024 | Lễ trao giải Âm nhạc số thường niên lần thứ 1                                       | Hiệp hội Xuất bản Nghe nhìn và Kỹ thuật số Trung Quốc                                                 | Ca khúc công ích của năm                 | Ca khúc "Nguyện khi người gặp lại tôi"        |         |
| 2024 | Dự án Sáng tác ca khúc đương đại "Lắng nghe Trung Quốc, lắng nghe bạn"              | Hiệp hội Nhạc sĩ Trung Quốc                                                                           | Ca khúc xuất sắc                         | Ca khúc "Lan Hoa Hoa"                         |         |

| Năm  | Tên chương trình                                                  | Đơn vị tổ chức | Giải thưởng/Thứ hạng                        |
| ---- | ----------------------------------------------------------------- | --- | ------------------------------------------- |
| 1997 | Liên hoan Nghệ thuật Học sinh Tiểu học và Trung học tỉnh Tứ Xuyên | Ban Tuyên giáo Tỉnh ủy Tứ Xuyên + Sở Giáo dục Tỉnh Tứ Xuyên, Sở Văn hóa Tỉnh Tứ Xuyên + Đoàn Thanh niên Tỉnh ủy Tứ Xuyên | Huy chương Vàng                             |
| 2000 | Giải Ca sĩ Truyền hình 5 tỉnh thành                               | | Huy chương Vàng                             |
| 2002 | Giải Ca sĩ trẻ Truyền hình Toàn quốc lần thứ 10                   | Đài Truyền hình Trung ương (CCTV)                                                                                        | Ca sĩ Ưu tú/Hạng 7                          |
| 2006 | Siêu cấp nữ thanh (Super girl) mùa 3                              | Đài Truyền hình Hồ Nam (MGTV)                                                                                            | Á quân toàn quốc/Quán quân khu vực Thành Đô |

### Chức danh
Đàm Duy Duy thuộc biên chế của Dàn nhạc Dân tộc Trung ươngc và được bình xét công nhận chức danh Diễn viên cấp I Quốc gia trong lĩnh vực Biểu diễn Nghệ thuật vào tháng 01 năm 2024.